# Voogdij Lugano

Wapen van Lugano

De voogdij Lugano was een condominium  bestuurd door de kantons van het Oude Eedgenootschap, met uitzondering van Appenzell van het Oude Eedgenootschap van 1512 tot de opheffing van het Oude Eedgenootschap in 1798. Hierna werd het onderdeel werd van het kanton Lugano.